# 1374
- Wikisource

| Calendário gregoriano                                                        | 1374 MCCCLXXIV                                       |
| Ab urbe condita                                                              | 2127                                                 |
| Calendário arménio                                                           | 823 – 824                                            |
| Calendário bahá'í                                                            | -470 – -469                                          |
| Calendário budista                                                           | 1918                                                 |
| Calendário chinês                                                            | 4070 – 4071 Início a 13 de janeiro (aproximadamente) |
| Calendário copta                                                             | 1090 – 1091                                          |
| Calendário etíope                                                            | 1366 – 1367                                          |
| Calendários hindus - Vikram Samvat - Calendário nacional indiano - Cáli Iuga | 1429 – 1430 1295 – 1296 4474 – 4475                  |
| Calendário Holoceno                                                          | 11374                                                |
| Calendário islâmico                                                          | 776 – 777                                            |
| Calendário judaico                                                           | 5134 – 5135                                          |
| Calendário persa                                                             | 752 – 753                                            |
| Calendário rúnico                                                            | 1624                                                 |
| Calendário solar tailandês                                                   | 1917                                                 |

1374 (MCCCLXXIV na numeração romana) foi um ano comum do século XIV do Calendário Juliano, da Era de Cristo, a sua letra dominical foi A (52 semanas), teve início a um domingo e terminou também a um domingo.
| Ano completo                    |
| ------------------------------- |
| Ano comum com início ao domingo |

## Mortes
- Magno IV da Suécia — Rei da Suécia, Rei da Noruega e Rei da Escânia (n. 1316).
- 19 de julho - Francesco Petrarca, intelectual, poeta e humanista italiano (n. 1304).

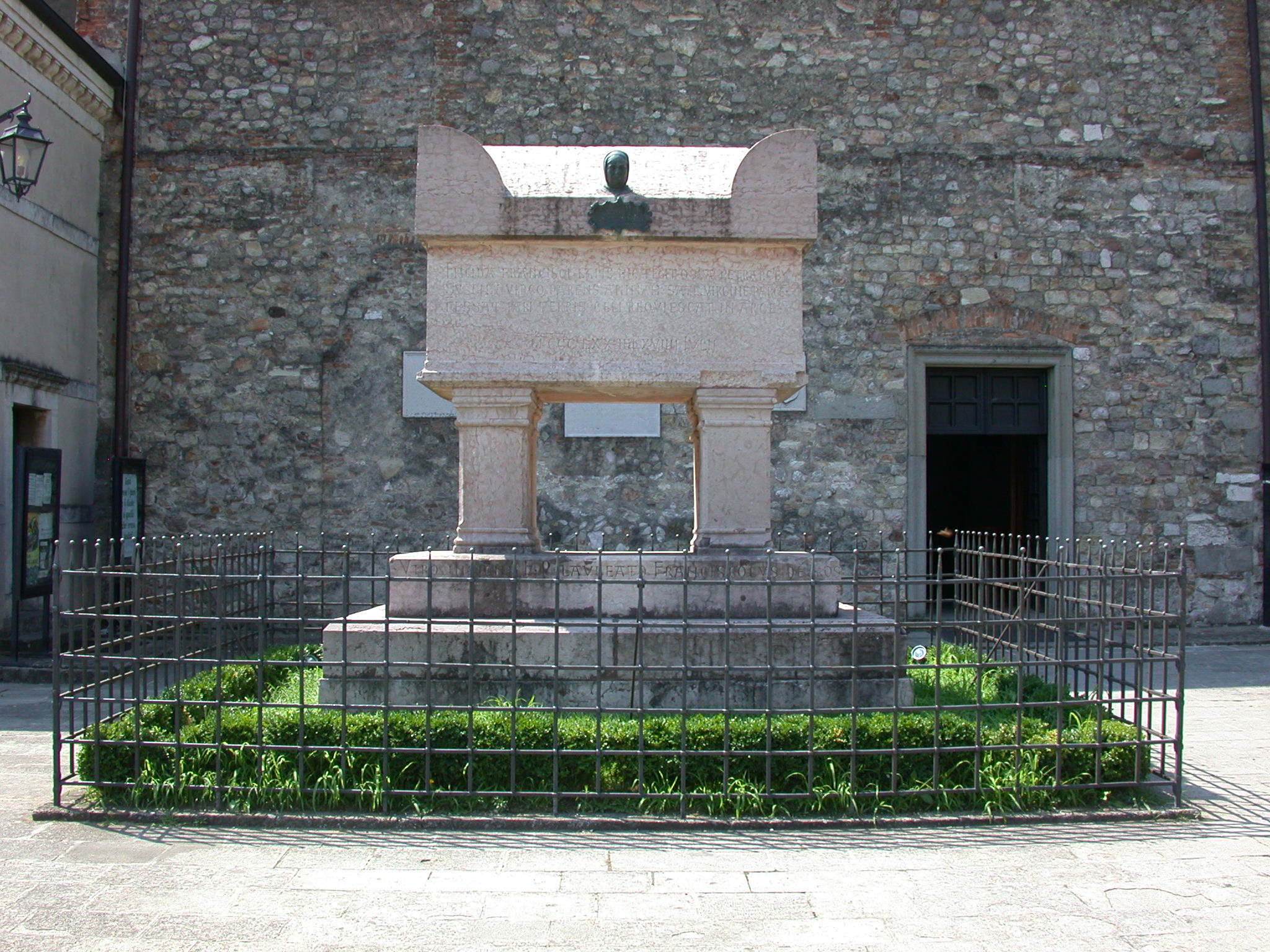
Túmulo de Francesco Petrarca, na sua casa em Arquà, província de Pádua, Itália.